# Neogene steinbachi
Neogene steinbachi är en fjärilsart som beskrevs av Clark 1924. Neogene steinbachi ingår i släktet Neogene och familjen svärmare. Inga underarter finns listade i Catalogue of Life.